# Angelonia minor
Angelonia minor là một loài thực vật có hoa trong họ Mã đề. Loài này được Fisch. & C.A.Mey. mô tả khoa học đầu tiên năm 1839.